# Uroplectes pilosus
Espèce
Synonymes
- Lepreus pilosus Thorell, 1876

Uroplectes pilosus est une espèce de scorpions de la famille des Buthidae.

## Distribution
Cette espèce est endémique de Namibie.

## Description
Le mâle syntype mesure 47 mm.

## Systématique et taxinomie
Cette espèce a été décrite sous le protonyme Lepreus pilosus par Thorell en 1876. Elle est placée dans le genre Uroplectes par Pocock en 1896.

## Publication originale
- Thorell, 1876 : « On the classification of Scorpions. » Annals and Magazine of Natural History, sér. 4, vol. 17, p. 1-15 (texte intégral).